# Vicky Funari
Victoria Funari, más conocida como Vicky Funari, es una documentalista estadounidense. Asistió a la Escuela de Cine en el programa de pregrado de la Universidad de Nueva York. Actualmente enseña en Haverford College como Artista en Residencia. Dirigió Maquilapolis (2006) junto a Sergio De La Torre en colaboración con las mujeres del Grupo Factor X, Colectivo Chilpancingo y Promotoras por los Derechos de las Mujeres.

## Filmografía
- Paulina (1998)[5][6]
- Live Nude Girls Unite! (2000)
- Maquilapolis (2006)
- ¡Fuerte! (2012) - editor

## Premios
| Año  | Festival                                        | Película               | Premio                               |
| ---- | ----------------------------------------------- | ---------------------- | ------------------------------------ |
| 1998 | Festival de Cine de Sundance                    | Paulina                | Nominado - Gran premio del jurado    |
| 1998 | Festival Internacional de Cine de San Francisco | Paulina                | Won - Aguja Dorada                   |
| 1998 | Asociación Internacional de Documentales        | Paulina                | Nominado - Premio Pare Lorentz       |
| 1998 | Festival Internacional de Cine de Hamptons      | Paulina                | Ganó - Premio Lifetime Vision        |
| 1999 | Premios Independent Spirit                      | Paulina                | Nominado - Premio Truer Than Fiction |
| 2000 | Festival de Cine Gay y Lésbico de Seattle       | Live Nude Girls Unite! | Ganó - Mejor película lesbiana       |
| 2000 | Festival Internacional de Cine de San Francisco | Live Nude Girls Unite! | Won - Aguja Dorada                   |
| 2006 | CPH: DOX                                        | Maquilapolis           | Ganó - Premio de Amnistía            |